# ماجدة خطاري
ماجدة خطاري (مواليد 1966) هي فنانة فرنسية معاصرة متعددة التخصصات من مواليد المغرب. غالبًا ما تتناول أعمالها الموضة وأجساد النساء في الإسلام المعاصر. وهي معروفة بعروضها المنظمة في عروض الأزياء، والتي تربط عروض الأزياء الغربية بالزي والثقافة الإسلامية.

## سيرة شخصية
ولدت ماجدة خطاري عام 1966 في مدينة أرفود المغربية. التحقت بمدرسة الفنون الجميلة بالدار البيضاء (دبلوم 1988)، وبحلول عام 1988 انتقلت إلى باريس لحضور المدرسة الوطنية للفنون الجميلة في باريس دبلوم عالي وطني في الفنون التشكيلية 1995).
بعد وقت قصير من وصولها إلى باريس، في سبتمبر 1989، كان الجدل حول الحجاب الإسلامي يحدث في فرنسا، عندما أوقفت ثلاث طالبات لرفضهن خلع الحجاب في الفصل في المدرسة الإعدادية في كريل، وأصبح خبرًا عالميًا. لقد استوحى هذا النقاش في أعمالها الفنية.
أنشيء فن خطاري في العديد من الوسائط المختلفة، بما في ذلك التصوير الفوتوغرافي وفن الأداء والنحت وفن الفيديو وفن التركيب وغيرها. عرضت أعمالها دوليًا بما في ذلك في كيبيك، كندا؛ مونتريال، كندا (2015)؛ لندن، إنجلترا؛ باريس، فرنسا؛ ومدينة نيويورك، نيويورك، الولايات المتحدة.

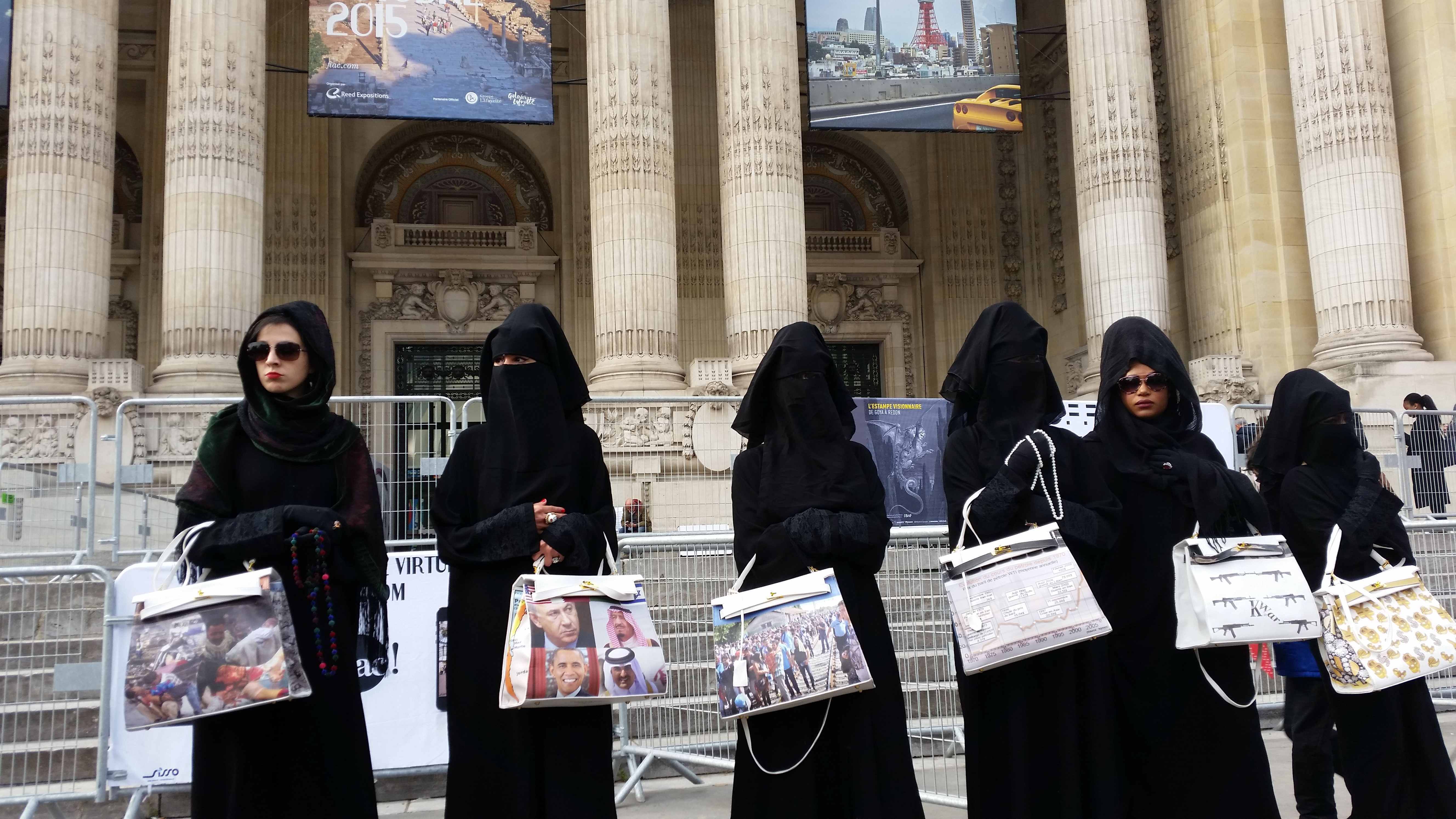
أداء ماجدة خطاري، فياك 2015 باريس

## أنظر أيضا
- ثقافة المغرب